# لگولند

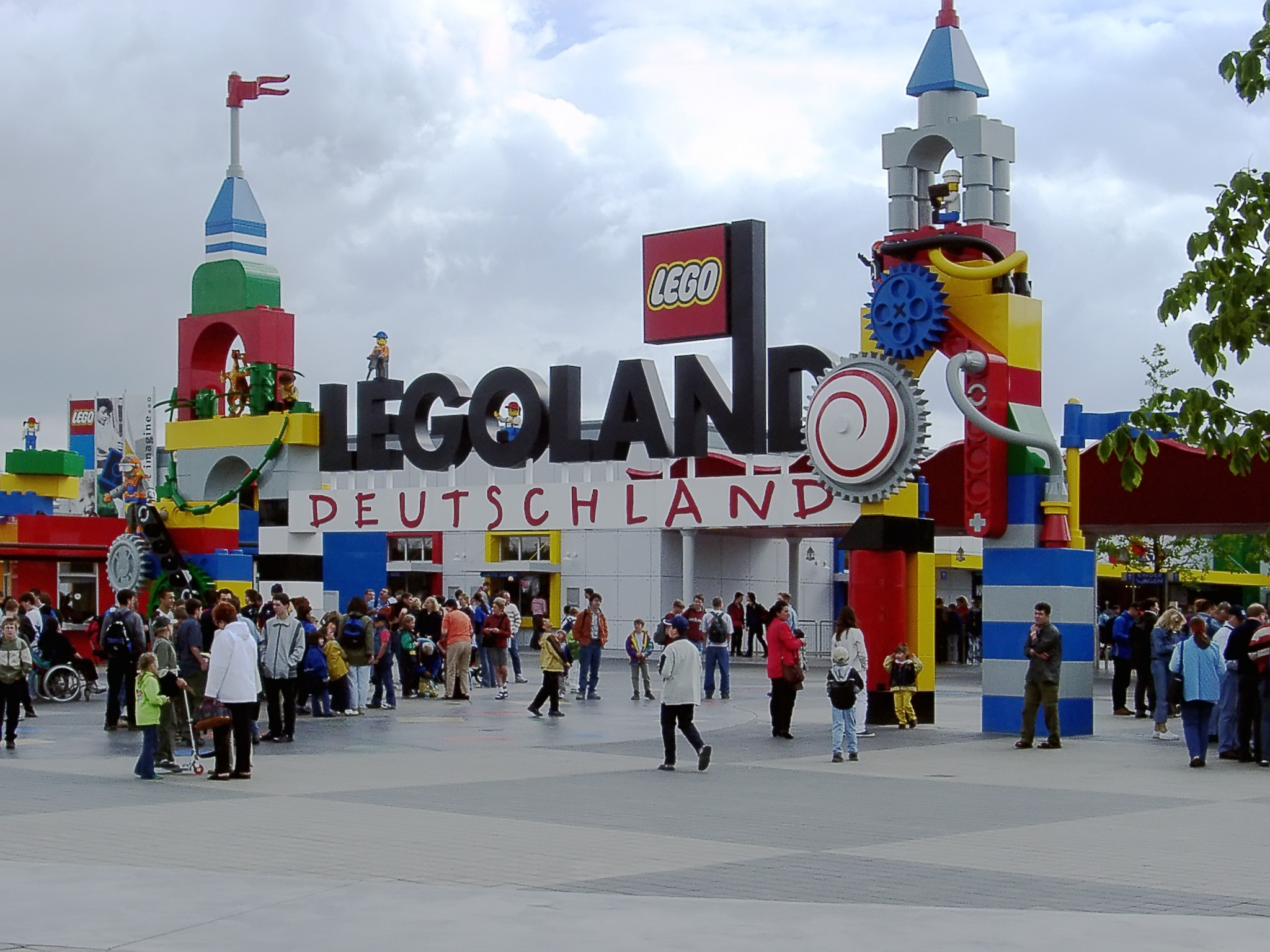
ورودی لگولند آلمان

لگولند (به انگلیسی: Legoland) زنجیره پارک های موضوعی در سرتاسر دنیاست که با محوریت اسباب بازی لگو طراحی و ساخته شده اند. این پارک‌ها به طور کامل متعلق به خود گروه لگو نیستند و تحت مالکیت و اداره شرکت بریتانیایی مرلین انترتینمنتس (که مالک مشترک شرکت کرکبی همراه گروه لگو است) هستند.

## پیشینه
استراحتگاه لگولند بیلوند در بیلوند دانمارک در سال ۱۹۶۸ افتتاح شد و پس از آن استراحتگاه لگولند ویندزور در ویندزور انگلستان در سال ۱۹۹۶ افتتاح شد. پارک های بیشتری در آلمان، ژاپن، مالزی، امارات متحده عربی (دبی) و ایالات متحده (کالیفرنیا ، فلوریدا و نیویورک) افتتاح شد. پارک‌هایی در کره جنوبی، شانگهای، سیچوان و پارک آبی لگولند در گاردالند در حال حاضر در حال ساخت هستند.